# Хилокский рынок (Новосибирск)
Хилокский рынок — рынок в Ленинском районе Новосибирска. Один из самых крупных плодово-овощных рынков Сибири.

## История
В 1990-х годах по распоряжению новосибирского мэра Виктора Толоконского было создано ЗАО «ТЦ Хилокский».

## Расположение
Юго-восточная сторона Хилокского примыкает к Ордынскому шоссе, с северо-запада от рынка находится Клещихинское кладбище. Также рядом с рынком находится кладбище военнопленных Великой Отечественной войны.

## Инфраструктура
Возле Хилокского рынка со временем сложилась особенная инфраструктура: собственные парикмахерские, точки, торгующие сим-картами, с помощью которых выгодно звонить в Среднюю Азию, лавки по продаже халяльного мяса, среднеазиатские кафе, палатки по продаже мусульманской одежды и атрибутики, здесь же была построена Базарная мечеть.

## Преступность
Окрестности Хилокского постоянно привлекают внимание правоохранительных органов. Сотрудники миграционных служб на территории рынка регулярно проводят рейды.
В 2012 году состоялся суд над уроженцами Средней Азии, которые продавали героин на Хилокском рынке. Преступники провезли 80 килограмм наркотиков в Новосибирск, предварительно спрятав их в яблоках.
В 2016 году на Хилокском произошла массовая драка, в которой участвовало около 200 человек. В это время на рынке присутствовали журналисты новосибирских СМИ. Во время конфликта к корреспондентам издания «НГС.НОВОСТИ» подбежали приблизительно 15 человек и в агрессивной манере потребовали удалить все видео- и фотоматериалы, часть которых всё же удалось сохранить. По одной из версий это был конфликт между представителями таджикского и узбекского народов, по другой — причиной драки стали условия торговли, которыми были недовольны некоторые работники рынка.
7 октября 2019 года возле Хилокского и расположенного рядом Малыгинского рынков произошёл очередной массовый конфликт с перестрелкой и дракой. На месте присутствовало около 200 человек, однако не все из них принимали участие в конфликте. Пострадало 5 человек, и, кроме того, сгорели два автомобиля. К месту происшествия прибыл ОМОН, а инспекторы ГИБДД перекрыли улицу Петухова. 50 участников драки были задержаны. Один из анонимных источников (работник Хилокского рынка) рассказал информационному агентству «Тайга.инфо», что перестрелка велась на Малыгинском рынке, это также подтвердили и в администрации Хилокского. Тем не менее уже 9 октября на Хилокском рынке был проведён рейд, в ходе которого правоохранительные органы проверили около 220 человек, из них 50 доставили в полицию.